# Bezelberg
Der Bezelberg ist ein 638 m hoher Berg mit Aussichtsplateau bei Neustadt/Vogtl. im Vogtlandkreis. Da nur die äußerste Bergkuppe waldbedeckt ist, bietet sich rundum ein guter Blick auf die nähere Umgebung sowie auf die gen Nordwesten abfallenden Erzgebirgsrandstufe bis hin zum Steinberg bei Wernesgrün. Zu DDR-Zeiten wurde der Berg aufgrund der Grenznähe militärisch genutzt.